# Grandilithus nonggang
Espèce
Synonymes
- Otacilia nonggang Liu, Xu, Xiao, Yin & Peng, 2019

Grandilithus nonggang est une espèce d'araignées aranéomorphes de la famille des Phrurolithidae.

## Distribution
Cette espèce est endémique du Guangxi en Chine,. Elle se rencontre dans les xians de Longzhou et de Shanglin.

## Description
Le mâle holotype mesure 3,64 mm et la femelle paratype 4,84 mm.

## Systématique et taxinomie
Cette espèce a été décrite sous le protonyme Otacilia nonggang par Liu, Xu, Xiao, Yin et Peng en 2019. Elle est placée dans le genre Grandilithus par Liu, Li, Zhang, Ying, Meng, Fei, Li, Xiao et Xu en 2022.

## Étymologie
Son nom d'espèce lui a été donné en référence au lieu de sa découverte, la réserve nationale naturelle de Nonggang.

## Publication originale
- Liu, Xu, Xiao, Yin & Peng, 2019 : « Six new species of Otacilia from southern China (Araneae: Phrurolithidae). » Zootaxa, no 4585(3), p. 438-458.